# Curandero - sygdom og helbredelse
Curandero - sygdom og helbredelse er en dansk dokumentarfilm fra 1984 med instruktion og manuskript af Peter Skov Jürgensen.

## Handling
Skildring af sygdomsbekæmpelse blandt indianere i landsbyen Iluman i Ecuador.